# Општина Комана (Ђурђу)
Комана (рум. Comana) општина је у Румунији у округу Ђурђу.
Oпштина се налази на надморској висини од 46 m.